# Syngamia latifusalis
Syngamia latifusalis là một loài bướm đêm trong họ Crambidae.